# 北愛爾蘭徽章
北愛爾蘭徽章是在1924年由北愛爾蘭政府開始使用的，在1972年時被廢除了正式地位。1922年愛爾蘭自由邦從英國獨立之後，內維爾·維爾金森在1923年設計了獨立的徽章和旗幟。在經過討論之後，這面徽章在1924年開始使用。目前北愛爾蘭徽章雖然沒有官方地位，但仍然在一些體育比賽等場合使用。